# Barrete vermelho
O RedCap (também chamado de powrie, dunter, barrete frígio ou ainda pente vermelho) é descrito como um duende malévolo ou um elfo caracterizado pelo seu chapéu vermelho-vivo, sua baixa estatura e seus olhos escarlates, presentes nas mitologias celta e escocesa.

## Mito
Barretes vermelhos também podem ser chamados de chapéus sangrentos, pelo fato de matarem suas vítimas e depois tingirem o barrete com seu sangue. Um barrete vermelho é um duende pérfido do folclore inglês que assombra as ruínas de castelos onde batalhas sangrentas aconteceram.
Eles não hesitam em matar visitantes que se aproximem demais dos castelos que assombram, caso contrário, seu barrete perde a cor e o duende não tarda a morrer. Mas felizmente há uma coisa que repele os barretes vermelhos: ler a Bíblia ou outra escritura sagrada em voz alta. O barrete dará um grito agudo e alto e desaparecerá, deixando um de seus horríveis dentes.
Seu mito corre nas regiões fronteiriças da Escócia.

## Aparência
Possuem botas de ferro, longos cabelos grisalhos, olhos vermelhos faiscantes e dentes pontiagudos e poderiam ser facilmente confundidos com alguém de idade se não tivessem o chapéu vermelho característico. Carrega uma bengala com uma ponta afiada de metal que usa para assassinar turistas ousados.

## Histórias
Existem histórias na Inglaterra sobre relatos de Robin, um Barrete Vermelho que habitava o Castelo Hermitage e, segundo a lenda, assassinou várias pessoas que por lá vagaram.

## Na Cultura Popular
Redcaps são uma subespécie de goblin na série As Crônicas de Spiderwick de Holly Black.
Redcaps são uma criatura mágica em Harry Potter de J. K. Rowling.

## Links Relacionados
- Duende
- Folclore
- Goblin